# کلیسای کاتولیک سنت جان (فرایبرگ، اوهایو)
کلیسای کاتولیک سنت جان (به انگلیسی: St. John's Catholic Church (Fryburg, Ohio)) کلیسای کاتولیکی است در شهرستان فرایبرگ اوهایوی ایالات متحده است.